# 3716 Petzval
3716 Petzval este un asteroid din centura principală, descoperit pe 2 octombrie 1980 de Antonín Mrkos.